# Wolf Wondratschek

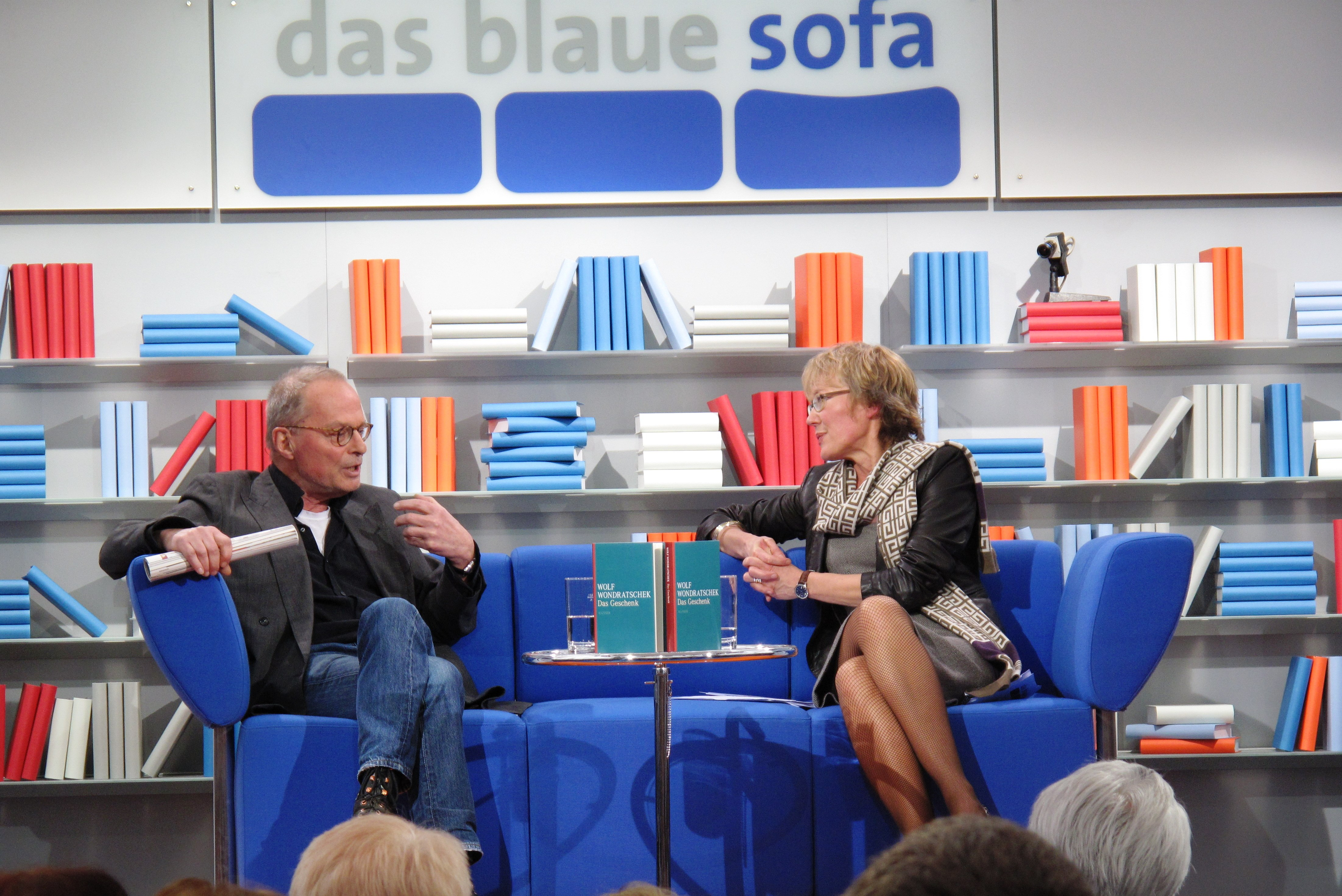
Wolf Wondratschek in gesprek met Luzia Braun op de Leipziger Buchmesse 2011

Wolf Wondratschek (Rudolstadt, Thüringen, 14 augustus 1943) is een Duits schrijver van onder andere gedichten en hoorspelen. Hij studeerde letteren en filosofie in Heidelberg. In zijn werk staat het fenomeen taal en wat ermee gedaan kan worden centraal.

## Hoorspelen
- Akustische Beschreibungen (1971)
- Die himbeerfarbene Glühbirne (2007)
- Eine Sendung für Anfänger (1973)
- Einsame Leichen (1970)
- Freiheit oder Ça ne fait rien (1967)
- Kann das Quietschen der Straßenbahn nur eine Frau gewesen sein (1972)
- Maschine Nr. 9 (1973)
- Paul oder Die Zerstörung eines Hörbeispiels (1969) [in 1975 door de NCRV uitgezonden, regie: Ab van Eyk: Paul of de afbraak van de hoorspelillusie
- Zufälle (1969)
- Zustände und Zusammenhänge (1970)